# George Sykes
George Sykes (1822. október 9. – 1880. február 8.) az Amerikai Egyesült Államok hadseregének hivatásos tisztje és az Unió tábornoka volt az amerikai polgárháború során.
1842-ben végzett a West Point katonai akadémián, majd számos háborús konfliktusban szolgált, mint például a szeminol háborúk és a mexikói–amerikai háború. A polgárháború során a Virginia-félszigeti hadjárat idején 1862-ben kinevezték a Potomac hadsereg V. hadtestéhez, a második hadosztály parancsnokának. Sykes katonái fedezték a hadsereg visszavonulását Richmond alól a Hétnapos hadjárat folyamán. A Második Bull Run-i csata idején ugyanezt a feladatot látta el, minden alkalommal rendkívül higgadtan és hozzáértően eljárva. Az Antietami csatában Sykes hadteste tartalékban volt, a Fredricksburgi csatában azonban részt vett a Marye's Heights elleni terméketlen támadásokban. A Chancellorsville-i csatában nagyon hamar védekezésbe küldték és harcot szinte egyáltalán nem látott ezután. 
1863. június 28-án azt követően, hogy George G. Meade-et kinevezték a hadsereg parancsnokának, Sykes átvette az V. hadtest irányítását. Sykes hadteste bátran küzdött a Gettysburgi csata második napján, július 2-án, fő részese volt annak a sikernek, amellyel az uniós erők visszaverték a konföderációs jobbszárny támadását. 1863 októberében részt vett a Bristoe Station hadjáraton, majd a Mine Run hadjáraton is. 1864. március 23-án egészségügyi okokra hivatkozva felmentették és Kansasbe helyezték. Sykes a polgárháború befejeződése után továbbra is a hivatásos hadsereg tisztje maradt, visszaminősült a hivatásos hadsereg alezredesének. 1876-ban megkapta az ezredesi rangot és 57 éves korában az arcát megtámadó rákban állomáshelyén elhunyt. Volt harcostársai adták össze síremlékét a West Point temetőjében.

## Fiatalsága
Sykes a Delaware állambeli Doverben született. Nagyapja James Sykes Delaware állam kormányzója volt. Két fia született, William és az ifjabb James, akiből orvos lett, majd 1820. május 15-én feleségül vette a new yorki születésű Angelina Underhillt. Első gyermeküket 1821-ben született és szintén James névre keresztelték. A második gyermek 1822. október 9-én George lett. További két húguk és két öccsük született, Anna Matilda, John, Agnes és Frank. 1838. július 1-jén 15 évesen felvételt nyert a West Point katonai akadémiára. A West Point katonai akadémián 1842-ben végzett, az 56 fős évfolyam 39. eredményével. Kadéttársai a Tardy George nevet ragasztották rá, valamint a Slow Trot Sykesként emlegették. A tardy a retardált, vagyis korabeli használat szerint, lassú, akadályozott szinonimája volt. A Slow Trot, a lassú galopp volt lóháton és szintén a lassúságra utal. Nem ismeretes, hogy miért lett ez a beceneve, mert ha mentális problémái lettek volna, akkor eleve nem kerül be a West Pointra és pláne nem végzi el a négy éves mérnökképzést, amely a kor színvonalán kiváló oktatást biztosított. Sykes kollégiumi szobatársa az észak-karolinai Daniel Harvey Hill volt, aki később az Amerikai Konföderációs Államok altábornagya lett.

## Katonai szolgálata

### Florida
Végzés után címzetes hadnagy lett a 3. US gyalogezrednél, és Florida államba vezényelték, Fort Stansbury erődjébe, mely kb. húsz kilométerre épült Tallahassee-től. Ez a helyőrség volt a 3. gyalogezred központja, ahol három százada állomásozott. 1842-ben William J. Worth dandártábornok kibocsátott egy parancsot, amelynek alapján az indiánokkal vívott második szeminol háború harcai véget értek, de a gyakorlatban az ellenségeskedés nem szűnt meg, amíg a 3. US gyalogezred el nem fogta a Tigrisfarok nevű főnököt, aki a békekötés után vonakodott elhagyni a lakhelyét és Oklahomába deportáltatni a népét. Hitchcock alezredesnek ezután a Krík indiánok által zaklatott belső- és nyugat-floridai területeket kellett pacifikálniuk, de április 22-re ezzel is megvoltak és visszamehettek a Fort Stansburybeli főhadiszállásra. A teljes floridai harcok alatt az indiánok három katonát öltek meg, míg a vírusok hatvannyolccal végeztek tiszteket és legénységet összesen értve. A rendteremtés olyan sikeres volt, hogy a 3. gyalogezred fölöslegessé vált Floridában, így áthelyezték Missouriba.

### Helyőrségi szolgálat és a mexikói háború
1843-ban a Missouri állambeli Jefferson Barracksba vezényelték. Stephen W. Kearny ezredes a következő hat hónapban a 4. US gyalogezreddel együtt olyan kemény dandárszintű kiképzésnek vetette alá az ezredet, hogy az egész hadsereg élvonalát képezték ekkoriban. 1843. december 31-én Sykes tényleges hadnagyi rangot kapott. 1844 tavaszán az ezredet a Louisiana állambeli Fort Jesup mellett épült Wilkins-táborba vezényelték. A Salubrity-táborban állomásozó 4. gyalogezreddel és a 2. dragonyosezreddel kiegészülve Army of Observation (Megfigyelő-hadsereg) néven egyesültek Zachary Taylor parancsnoksága alatt. Az Army of Observation célja a texasi függetlenségi harcok megfigyelése volt. 1845-től az ezred a harmadik dandár részét képezte az Army of Observation of Texas hadseregben és a Texas állambeli Corpus Christiben állomásozva részt vett a terület katonai megszállásában.
A mexikói hadműveletek kezdetétől számolva 1846-tól harcolt a Mexikói–amerikai háborúban. 1846. május 8-án harcoltak a Palo Altó-i ütközetben majd másnap a Resaca de la Palma-i ütközetben. Május 16-án Lear őrnagy visszatért egészségügyi eltávozásáról és átvette a 3. ezred felett a parancsnokságot, mert Hitchcock alezredes a vezérkar mellett volt foglalkoztatva. 1846. szeptember 21-én az alakulat megrohamozta Monterrey keleti védvonalát. Az állást elfoglalták, de eközben megsebesült Lear őrnagy, aki október 31-én meghalt. A harc során tanúsított derék helytállásáért, valamint mert a rohamban 3 századosuk és 2 hadnagyuk is elesett, szeptember 21-i hatállyal Sykesot előléptették főhadnaggyá. Lear őrnagy halála után a 3. ezred vezetése Bainbridge századosra szállt, majd az ő előléptetése és a 7. ezredbe való áthelyezése után E. B. Alexander századosra. Monterrey további két nap harcot követően szeptember 24-én megadta magát.
Ezután Winfield Scott hadseregébe vezényelték át, mely partraszállt Veracruznál és az erődöt 1847. március 9-én megostromolta. Húsz nappal később bevették az erődöt és továbbindultak a főváros felé. 1847. április 17-én kezdetét vette a Cerro Gordói ütközet. Az ütközet másnapjára hatályozva Sykes címzetes századosi előléptetést kapott a Cerro Gordónál tanúsított bátor és érdemdús magatartásáért. 1847. augusztus 19-én a Contrerasi ütközetben, másnap a Churubuscói ütközetben is harcolt az amerikai dezertőrökből alakult San Patricio zászlóalj ellen. A Mexikóváros elleni műveletekben a Chapultepeci ütközetben részt vett a kastély ostromában és Mexikóváros megszállásában. A békéről való alkudozás alatt David Twiggs hadosztályában lett hadtáptiszt.

### A határvidék indiánok elleni harcai
A mexikói háború során teljesített szolgálatért tagja lett a veteránokat tömörítő Azték Klubnak. 1848-ban visszavezényelték Jefferson Barracksba, Missouriba. 1849-ben Santa Fébe vezényelték a határvidéki rendfenntartásra az Új-Mexikó Territóriumon. 1849. augusztus 16-én John Washington ezredes, Új-Mexikó katonai kormányzója vezetésével részt vett a navahók elleni katonai erődemonstráción, amely a két oldal közötti lovassági ijesztgetés után béketárgyalásba, szerződéskötésbe, majd sortűzbe torkollott. Ezután Sykesot kétéves toborzókörútra küldték. 1852-től 1854-ig az új-mexikói Fort Unionban állomásozott. Részt vett az apacs indiánok elleni expedíción és március 4-én, április 9-én és június 30-án csatározásokat vívott ellenük.
Apja 1855. május 26-án teljesen váratlanul halt meg egy hajóút közben Missouri állambeli St. Josephben. A Missouri-folyón hajózó személyszállítóra való felszállás közben olyan hirtelen esett össze és halt meg, hogy egy ideig utána azt hitték, hogy villámcsapás érte, mivel éppen vihar volt. Később tisztázódott, hogy nincsenek rajta külsérelmi nyomok, amely a villámcsapást kísérik. Sykes édesanyja 1862. május 8-án halt meg New Yorkban.
1855-ben megtette az utat a Colorado állambeli Fort Massachusettsig és vissza. 1855. szeptember 30-án előléptették a 3. gyalogezrednél századosi rangra és az új-mexikói Fort Fillmore-ba vezényelték. 1857-ben részt vett a Gila-expedíción, majd Baltimore-ba küldték a gyalogezredtől különválasztott szolgálatra. Következő évben visszatért Új-Mexikóba és 1859-ben részt vett a navahók elleni hadjáratban.

### A szecesszió
1861-ben a Texas állambeli Fort Clark erődben állomásozott, a 3. gyalogezrednél. 1861. február 1-jén Texas állama elszakadt az Amerikai Egyesült Államoktól. Február 20-án Trevanion T. Teel paramilitáris egysége az erőd megadását követelte, de Sykes és öt százada megtagadta a fegyverletételt. Texas állama megszüntette az ellátásukat és kiutasította az Amerikai Egyesült Államok hadseregét a területéről, így Sykes alakulata 1861. március 9-én  elindult 300 mérföldes útjára délnyugatra a part irányában. Sykes szigorúan megtiltotta a zabrálást és lopást a texasi csordáktól, gulyákból. A katonáit azonban ennek ellenére egy döglött disznót cipelve találta. Ilyen esetekben a katonák rendszerint azzal védekeztek, hogy már döglötten találták, vagy önvédelemre kényszerültek. Sykes nem firtatta a disznó elhunytának körülményeit, hanem az állat tetemét négybe vágatta és a négy elkövetőnek a nyakába akasztatta, amit további utasításig egyfolytában viselniük kellett. A katonák pár nap után rimánkodni kezdtek a parancsnoknak, mert disznó maradványai úgy bűzlöttek, hogy rosszul voltak tőle. Sykes engedélyezte a disznó elhantolását.
1861. április 12-én értek a part menti Indianolába. Ugyanezen a napon az Amerikai Konföderációs Államok ideiglenes hadserege lőni kezdte Fort Sumter erődjét és ezt követően kitört az amerikai polgárháború. Sykes alakulata még éppen időben hajózott ki Indianolából az Empire City nevű gőzössel Kubába, mert a háború hírére nem sokkal később már minden Texasban maradt szövetségi katona konföderációs fogságba került.

## A polgárháborúban

### Visszatérés Texasból és az Első Bull Run-i csata

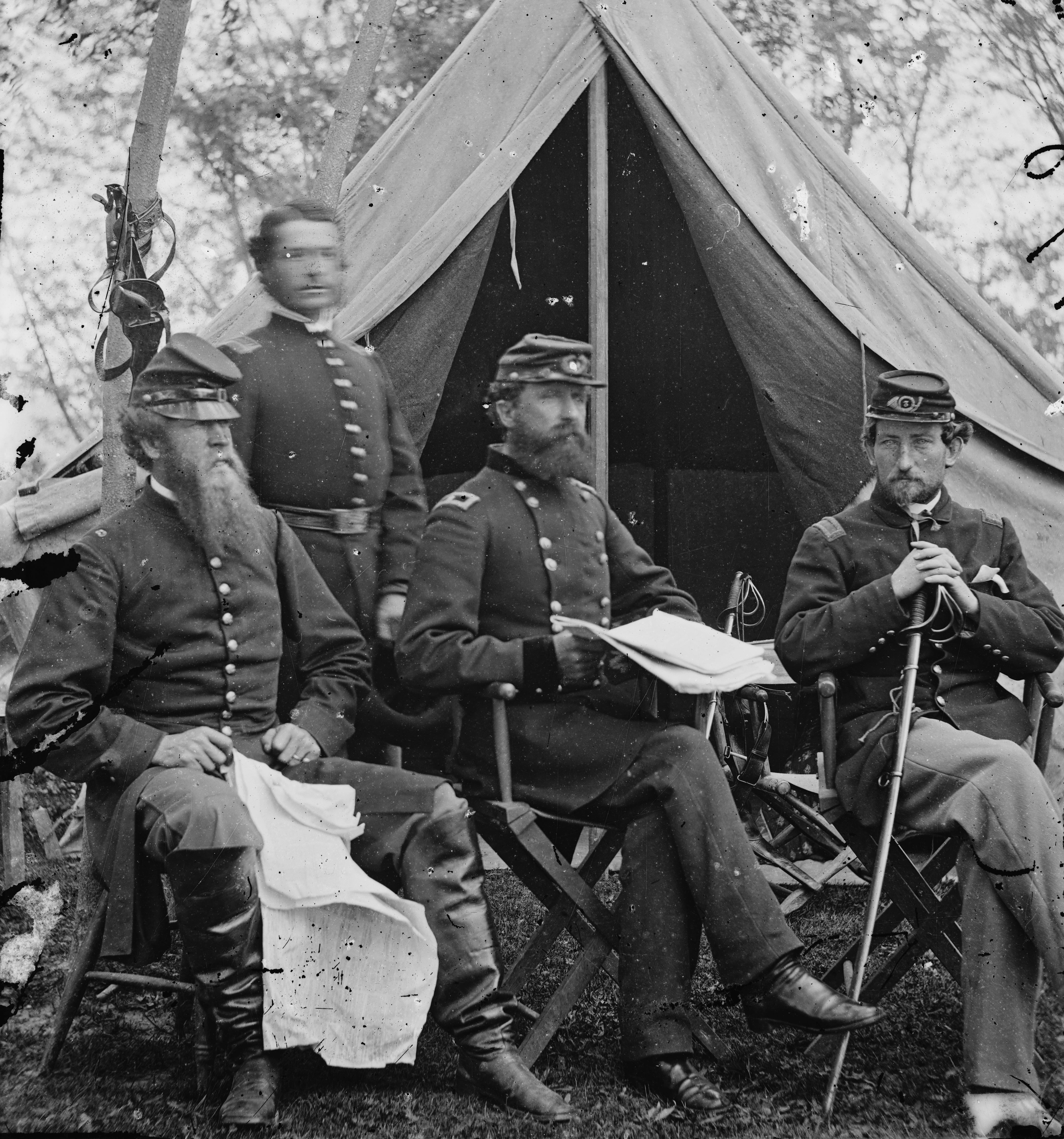
Sykes tábornok (ülve, középen) és törzstisztjei

Kubából New Yorkba hajózták Sykesékat, majd onnan Washingtonba vezényelték őket. Mikor május 10-én a fővárosba ért Sykes katonái voltak az első reguláris alakulat, amely az háború kitörése után elérte a fővárost. Három nappal később a körülbelül 300 déli születésű tiszt leszerelése miatt Sykes őrnagyi előléptetést kapott az új 14. gyalogezredben. Robert Patterson dandártábornok hadseregéhez osztották be a Shenandoah-völgyben, Winfield Scott vezénylő tábornok kérésére a regulárisokat a várható csata előtt átirányították Irvin McDowell hadseregébe.
Az Első Bull Run-i csata idején David Hunter 2. hadosztályában, Andrew Porter ezredes dandárjában a hivatásos zászlóaljat irányította, mely három hivatásos ezred, a 2., a 3. és a 8. US gyalogezred különböző századaiból verbuválódott. Ez a gyalogsági alakulat volt a hivatásos hadsereg egyetlen tagja a csatatéren aznap. Porter és Ambrose Burnside dandárja a jobbszárnyi támadást kivitelező szárny része volt. Sykes zászlóalja Burnside dandárját követte és részt vett a Shanks Evans, Barnard Bee és Francis S. Bartow ezredesek alakulatai elleni támadásban a Matthews-domb ellen. Burnside az izgalomtól magát kicsit elragadtatva teátrálisan viselkedett és azt kiáltozta: „Istenemre, Sykes, pont a maga hivatásosai hiányoztak! Fejlődjön fel balra tőle és adjon támogatást az embereimnek!” Sykes nem igazán kedvelte a feltűnősködést és figyelmeztette a katonákat, hogy ne hallgassanak Burnside-ra, mert az úgy viselkedik, mint aki megőrült; ne veszítsék el a fejüket, célozzanak alacsonyra és gondoljanak rá, hogy az egész hadsereg minden önkéntese róluk próbál példát venni, hogyan kell ütközetbe menni. A két dandár rohama elfoglalta a Matthews-dombot. A domb elfoglalása után Sykes a később a helyszínre érő alakulatokat rendezte, melyek később támadást hajtottak végre a Henry House-domb ellen. A konföderációs ellentámadás és Oliver O. Howard embereinek megfutása után Sykesnak a visszavonulást kellett fedeznie. Amikor gyalogságát oldalról ellenséges lovasság fenyegette, négyszögbe rendezte alakulatát és úgy védekezett. Ezután a konföderációs hadsereg tüzérséggel igyekezett megbontani a sorukat, ezért végül visszavonultak egy magaslatra. Sykes 8 századával állást foglalt a  kritikus szakasz melletti gerincen a Stone Bridge (Kő-híd) néven emlegetett híd mellett foglalt állást. Az ezrederősségű zászlóalj négyszögbe rendeződött és védte a gerincet minden ellen, amíg a menekülő hadsereg többi katonája átkelt a hídon. P. G. T. Beauregard tábornagy később azt írta, hogy „Sykes alakulata volt az a kicsi, ám összehasonlíthatatlanul kiváló hivatásos gyalogság”, amelynek ellenállásával a konföderációs hadsereg nem tudott mit kezdeni. A hivatásosok a sötétedés beálltával ezután rendezetten visszavonultak Washingtonba.

### Washington
Sykes alakulata az Arlingtoni magaslatokon vert tábort. A csatavesztést követően McDowellt leváltották, de hadosztályparancsnok maradt. Az új hadseregparancsnok, George B. McClellan vezérőrnagy lett, a Ohiói katonai hivatal vezetője, akit Winfield Scott ajánlott. McDowell azokkal a szavakkal mutatta be Sykesot McClellannek, hogy íme itt vannak a katonák, akik megmentették a hadsereget. McClellan vezetése alatt Sykes Washingtonban fegyelmezte és képezte ki az újonc önkénteseket. McClellan a regulárisokat önálló dandárba akarta szervezni és ennek a vezetőjét Sykesban találta meg.
1861 augusztusában Sykes és reguláris katonái nyomják el a 2. maine-i és a 79. new yorki ezredek táborában keletkező, lázadásra emlékeztető forrongást. A csata után egy egész dandárnyi hivatásos katona parancsnokságát Sykes kapta meg, majd 1861. szeptember 28-án előléptették az önkéntes hadsereg dandártábornokává. A tél folyamán a hivatásos dandár, majd hadosztály az általános fegyelemért és rendért felelős washingtoni állomásparancsnokság feladatait teljesítette.
1862 februárjában Sykesnak kellemetlen feladatot kellett teljesíteni. Az utasításai szerint kénytelen volt letartóztatni Charles P. Stone dandártábornokot, aki a Ball’s Bluff-i ütközet elvesztésének bűnbakja lett. A Ball's Bluff-i ütközetet 1861. október 21-én vesztette el a szövetségi hadsereg Leesburg közelében, és a Edward D. Baker ezredes és szenátor halála okozta politikai bosszú februárban érte el Stone-t. Az Egyesült Államok Egyesített Hadügyi Bizottsága elhatározta, hogy eltávolíttatja Stone-t a hadseregből és példát statuál vele. Az árulás és hűtlenség gyanújába kevert Stone-t 1862. február 8-án nem sokkal éjfél után Edwin M. Stanton hadügyminiszter január 28-án kelt utasítására Sykes 18 katonával együtt várta washingtoni otthona előtt. Stone megjelentekor Sykes kijelentette "Életem legelviselhetetlenebb parancsát kell most kiviteleznem; letartóztatom Önt." Mikor Stone mérgesen azt kérdezte milyen vád alapján, Sykes úgy felelt: „Fogalmam sincs. George B. McClellan vezérőrnagy, vezénylő tábornok utasítása alapján... Azt megtudhatja, hogy Fort Lafayette-be küldik.”
Lincoln 1862 márciusában ki akarta bővíteni a hivatásos hadsereget. Utasítása alapján 10 új ezredet, 1 lovassági ezredet és egy tüzérségi üteg felállítását engedélyezte. Mindennek az erőnek fele, vagyis két dandárnyi hivatásos Sykes parancsnoksága alá került, amely hadosztályparancsnoki beosztást eredményezett. A szenátus 1862. márciusában megerősítette Sykes dandártábornoki kinevezését az önkéntes hadseregben. Sajátos módon Sykes ekkor már a mexikói háború óta összevont legnagyobb reguláris katonai alakulat felett parancsnokolt, mégsem a hivatásos hadseregben kapott előléptetést.

### A Virginia-félszigeti hadjáratban
1862 március 27-én kihajóztak Washingtonból és április 4-én a hivatásosai az Urbanna-terv módosított változatát követve partra szálltak a Virginia-félszigeten. Április 10-ig a York és Warwick-folyók közti részen táboroztak, majd részt vettek Yorktown erődítményének ostromában a Yorktown-út környékén. A mellvédeket őrizték éjjelente, nappal pedig az ostrom munkálataiban segédkeztek. A hadosztálynak ekkor két reguláris dandárja és egy önkéntesekből álló dandárja volt. Ez utóbbit Gouverneur K. Warren ezredes irányította ekkor, az első dandárt Robert C. Buchanan alezredes, a másodikat William Chapman alezredes. A hadosztály tüzérségének három ütege Stephen W. Weed százados alá volt rendelve. Május 4-én bevették Yorktownt, s ezután Sykes hadosztálya végigmasírozott a Virginia-félszigeten nyugat felé. Időközben McClellan elégedetlen lett a Lincoln által kinevezett hadtestparancsnokaival. 1862. május 18-án létrehozta az ideiglenes V. és VI. hadtestet, amibe a másik három hadtestéből irányított át alakulatokat. Az V. hadtest esetében Fitz John Porter vezérőrnagy III. hadtestből jövő hadosztályát vonták össze Sykes Regulárisainak hadosztályával a hadseregtartalékból. Porter vezérőrnagy lett a parancsnoka, akinek hadosztályát George W. Morell dandártábornok vette át, Sykes pedig a második hadosztályt vezette a hadtestben. Május 20-án a Potomac hadsereg tüzérségi tartaléka az V. hadtesthez csatlakozott. 1862. május 7-én a Porter hadosztálya partraszállt West Pointnál, a Richmond & York River vasút végpontjánál, majd a sínek mentén előrenyomult nyugat felé. Sykes ugyanide menetelt és május 11-én parancsnot kapott, hogy innentől fogva Porternek jelentsen.
Porter hadteste azt a feladatot kapta, hogy biztosítsa McDowell I. hadtestének csatlakozását a hadsereghez északról, Fredericksburg irányából. Ennek érdekében ellenőrzése alá volna az észak felé haladó Virginia Central vasútvonalat és elfoglalta Hanover Court House állomását. A Virginia Central vasútvonalat Lawrence O. Branch dandártábornok öt ezrede védelmezte, míg az uniósoknak kb. 12 000 embere vett részt a támadásban. Sykes Warren önkéntes dandárját adta segítségül, mely nem vett részt a harcban, csak tartalék volt. Az uniós erők 350-400 fő veszteséggel kiszorították a délieket a Peake's állomás környékéről és összesen több mint 900 fő veszteséget okoztak. Sykes nem játszott irányító szerepet és mivel a harc teljességét Morell dandárja vívta, így a veszteségek is rá estek. McDowell teljes hadtestének csatlakozását azonban Lincoln és körének parancsa visszatartotta és átirányította Stonewall Jackson ellen, így McDowell nem indult el, hanem a Rappahannock-folyó vonalát biztosította. McDowell parancsa kitudódott, a konföderációs erők parancsnoka, Joseph E. Johnston tábornagy figyelme így visszaterelődött a Potomac hadseregre. Négy nappal később Johnston átment ellentámadásba a megáradt Chickahominy-folyó déli partján levő uniós erők ellenében. Az V. hadtest a Chickahominy békés északi oldalán tartózkodott és mivel nem kapott rá parancsot, hogy beavatkozzon a küzdelembe, ezért tétlenül nézte végig a Seven Pines-i és Fair Oaks-i csatát, mely véget vetett McClellan előrenyomulásának és így a Virginia-félszigeti hadjáratnak is.

### Visszavonulás Richmond kapujából a Hénapos hadjáratban

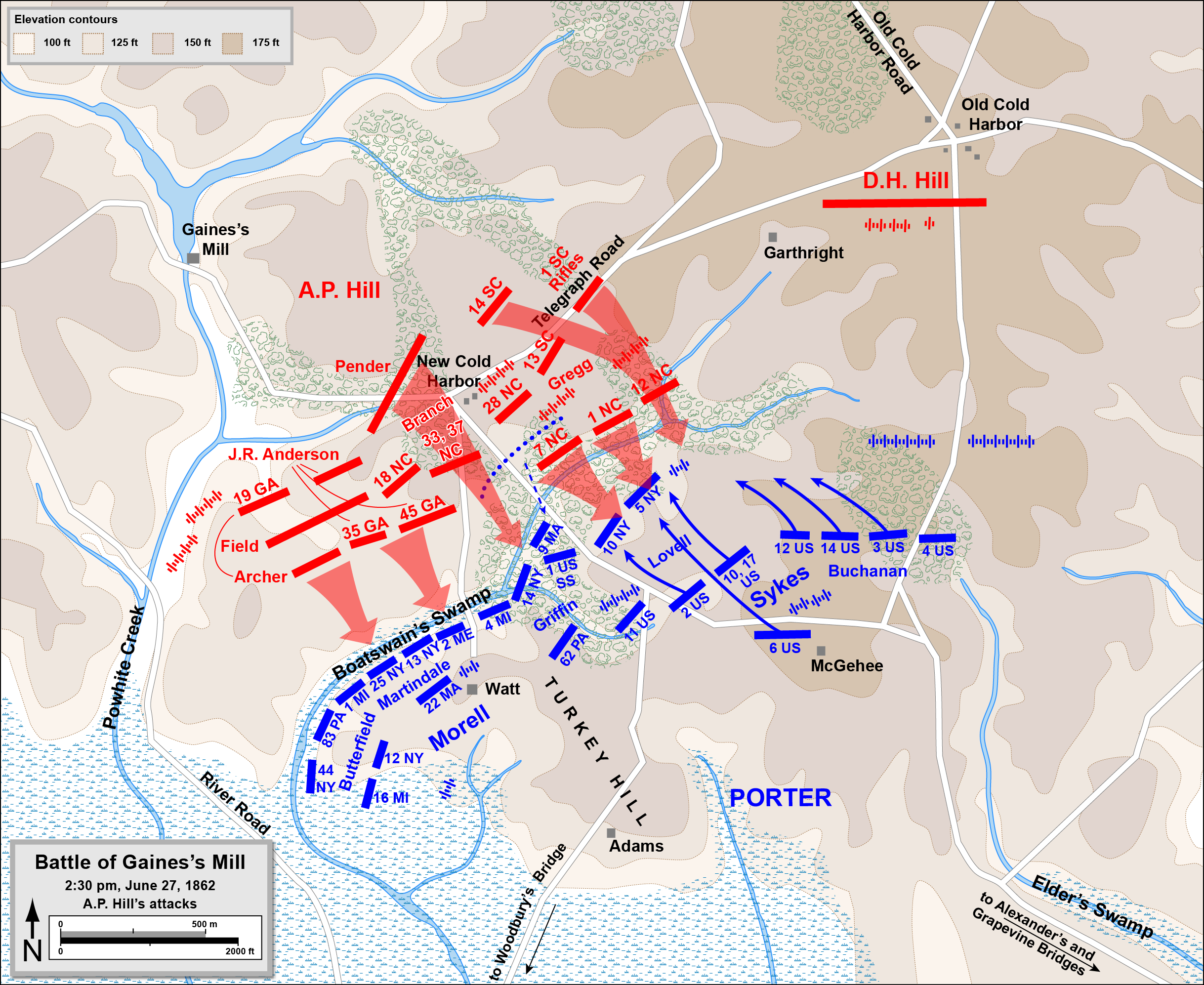
1862. június 27., Gaines' Mill-i csata, A. P. Hill támadásának fázisa

A május 31-i támadásban maga Johnston is megsebesült és egy nappal később Robert E. Lee tábornagy lett utódának kinevezve. McDowell egy hadosztálya jóval később indult délnek és 1862. június 12-én érkezett meg a Potomac hadsereghez. Ezt George A. McCall dandártábornok irányította, és McClellan ideiglenesen az V. hadtest harmadik hadosztályának osztotta be. Június 13-án Jeb Stuart felderítő támadást vezetett Porter állásait megkerülve a Potomac hadsereg mögé. Ez Lee érdeklődését mutatta egy ellentámadás kivitelezésére az V. hadtest ellen, ezért Porter parancsnokságát megerősítette két lovasezreddel és egyedül hagyta a Chickahominy északi oldalán.
Június 26-án Longstreet, A. P. Hill és D. H. Hill délután 3 óra tájékában meglepetésszerűen átkeltek a Chickahominy északi oldalára és a kibontakozó Mechanicsville-i ütközetben megtámadták az V. hadtestet. Ezzel kezdetét vette a Hétnapos hadjárat. McCall hadosztálya beásva várta őket, Meade dandárja középütt, jobbra tőle John F. Reynolds, balra Truman Seymour dandárja. McCall dandárjai után Morell dandárjai következtek, Martindale és Butterfield elöl, Griffinnek pedig Reynolds nyomás alá kerülésekor kellett betöltenie a közötte és Martindale dandárja között létrejövő rést. Sykes délután parancsot kapott, hogy fejlődjön fel mögöttük 2,5 kilométerre, majd nekik kellett a másik két hadosztálynak a sáncokból való visszavonulását fedezniük. A leszálló éjszaka véget vetett a küzdelemnek. Az uniós veszteség kb. negyede volt a déliekének.

#### Gaines' Mill-i csata
Az ellenállás sikerét látva Porter felajánlotta McClellannek, hogy egy hadosztály támogatást kapva megvédi az V. hadtest állásait. Mivel aznap Stonewall Jackson eddig függetlenül működő hadserege is megérkezett Lee támogatására, noha nem avatkozott bele közvetlenül a harcba,  McClellan a visszavonulás mellett döntött. Ennek záloga az volt, hogy Porter másnap ismét megakassza a déli előrenyomulást. Június 27-én hajnali egykor Barnard főmérnök kijelölte az új védvonalat, három órakor pedig Porter parancsot kapott, hogy vonja vissza csapatait a Boatswain-mocsárhoz, a Gaines-malomtól (Gaines' Mill) délkeletre. 
Franklin parancsot kapott, hogy küldje az VI. hadtest segítségére Henry W. Slocum dandártábornok hadosztályát. Sykes csapatai egy magaslati mezőt védelmeztek, melyet részben kerítés és a talaj egyenetlenségei határoltak. A mező előtt részben a Boatswain-patak folyt, aminek sodrán a támadó déli csapatoknak át kellett kelnie ahhoz, hogy a szövetségi állásokat megrohamozhassák. Sykes 400 méterre a harcállás jobb oldalának hátában helyezkedett el. Jobbról balra Weed ütegei helyezkedtek el, majd Buchanan dandárja tartotta az Old Cold Harbor felé vezető utat. Warren ezredes dandárja a New Cold Harbor felé vezető utat fedezte. A tartalékdandárt Chapman betegsége folytán Lovell őrnagy vezette. Morell hadosztályának megérkezése előtt Lovell dandárja Warrentől balra helyezkedett el, majd átadta a helyét Griffin dandárjának és a második vonalba vonult. A gyalogságot egymástól a tüzérség ütegei választották el. A katonák némelyike szivarozva várta az összecsapást, mert a lángoló hadtápdepóból még gyorsan kimentették a füstölnivalót.
Sykes hadosztálya keményen harcolt, mielőtt az Unió vonalait máshol áttörték. Délután 1 óra felé D. H. Hill vezérőrnagy csapatai érkeztek meg Old Cold Harbor felől, de az uniós ágyúk tüze elől visszahúzódtak. Délután 2:30 felé A. P. Hill vezérőrnagy türelmét vesztve egymaga sorakozott fel támadni, majd megrohamozta Martindale, Griffin és Lovell dandárjait. Warren dandárját Maxcy Gregg dandárja támadta meg, de nem tudta kimozdítani a helyéből. A new yorki katonák védelméhez jobbról a regulári gyalogság ezredei sorakoztak fel, majd Weed ágyúinak egy szekciója is lőni kezdett. A rohamot megállították, majd az 5. new yorki ezred ellentámadásba ment át, amit szintén visszavertek. Sykes később elismerően nyilatkozott az 5. new york elszántságáról és megállapította, hogy ugyanolyan jól harcolt, mint a regulárisok. A harc elültekor Reynolds pennsylvaniai dandárja leváltotta Warrent, akit hátravontak.
Az V. hadtest egymaga védekezett, délután 4 óráig, amikor Slocum hadosztálya megérkezett. Joseph J. Bartlett ezredes dandárja váltotta le Sykes katonáit, amihez végig kellett küzdenie magát a frontvonalon keresztbe; csak az odamasírozás alatt 15 fő veszteséget szenvedett el. A déliek a támadás megújításáig ágyúzni kezdték az uniós vonalat. Alkonyatra sikerült az újabb déli támadást megszervezni. Daniel Harvey Hill vezérőrnagy friss hadosztálya kemény támadást indított Sykes katonái ellen. Elfoglalták a Kingsbury-üteg felét, majd Bartlett egyik ezredének, a 16. new yorkinak ellentámadása, visszaszerezte az ágyúkat. Eddigre Jeb Stuart dandártábornok lovasságának tüzérütege is állást talált magának, ahonnan a szövetségieket lőni tudta, így gyilkos párviadal alakult ki John Pelham százados valamint Tidball és Weed ütegei között, majd Richard S. Ewell hadosztályának három ütege is viszonozta a tüzet Sykes jobb oldalára célozva. Ewell és Hill együttes gyalogsági rohama majdnem az egész rendelkezésére álló erőt bevetette Sykes 1. dandárja ellen és sikerült felülkerekednie Sykes hadosztályán és hátraszorítani őket.
Este 6:30 után kezdett a II. hadtest segítsége megérkezni Thomas F. Meagher és William H. French dandárjának formájában. Segítségükkel Sykesék kimerült katonái nagyjából ott tudtak megkapaszkodni, ahol a csata előtt a hátulsó tartalékaik álltak. Porter utasításában az állt, hogy ehhez minél több időt kellett biztosítani számukra. Mivel az alkonyatkor megindított utolsó déli roham a szövetségi hadtest több pontján is áttörést ért el, ezért McClellen engedélyével Porter éjjel visszavonta erőit a Gaines' Mill-i csatából. A csata utáni jelentésében Sykes dícsérte Warren elszántságát és hogy harctéri sebesülése ellenére is vezette az ütközet rá eső részét. A Gaines' Mill-i ütközetben mindkét fél 7000 fő feletti veszteséget szenvedett.

#### Glendale és Malvern Hill, Harrison's Landing
A Glendale-i ütközetben Sykes katonái nem játszottak szerepet, a hadsereg ugyanakkora, 3000 fő veszteséget szenvedett, mint a támadó déliek, majd visszavonult dél felé a Virginia-félszigeten. A Malvern Hill-i csatában 1862. július 1-jén Porter vezérőrnagy látta el a távol levő McClellan helyettesítését. Azt a feladatot adta, hogy Sykes hadosztálya fedezze a hadtest 8 ütegének 37 ágyúját. A feladatot sikerrel teljesítette, ami a malvern hill-i erős állásoknak köszönhetően nem volt annyira bonyolult dolog, mint képzelnénk. A tüzérség lényegében minden déli rohamot megállított a koncentrált tűzcsapásaival. Amikor D. H. Hill támadása a Crew-ház környéki állásokat szorongatta, Sykes parancsot kapott, hogy segítse harcukat a hadosztályának egy részével, úgyhogy a Buchanan-dandárt saját maga vezette a Crew-ház mellé, ahol a 12. és a 14. US gyalogezred nagyszámú ellenséges foglyot ejtett és segített a támadás visszaverésében.
Függetlenül attól, hogy Porter a malvern hill-i csatában megvédte minden állását és kevesebb veszteséget szenvedett el, mint okozott, 1862. július 1-jén utasítást kapott McClellantől, hogy ürítse ki a csatateret és lehetőleg az egész felszereléssel vonuljon Harrison's Landinghez. Noha a hadsereg nem értette, hogy miért kéne a győzelem után visszavonulnia, Porter teljesítette az utasítást. Július 3-ra az utolsó katonákat is visszavonta Malvern Hill alól. A Potomac Hadsereg elkerülte a stratégiai megsemmisítést és immár olyan helyen táborozott, ahol az Észak-Virginiai Hadsereg képtelen volt megtámadni. A legtöbb, amire erejéből futotta, az volt, hogy Jeb Stuart lovasütege lőtt néhányat és némi csatározás folyt az előőrsök között.
1862. július 8-án az elnök látogatott el Harrison's Landingbe és megbeszélést folytatott McClellannel, amelyről semmi nem szivárgott ki, leszámítva, hogy McClellan átadta politikai terveiről készített levelet.  McClellan több katonát kért és nagyobb politikai támogatást. Lincoln elolvasta, megköszönte és több szót nem szánt erre. Megszemlélte a hadsereg morálját, beszélt McClellannel és hadtestfőnökeivel. Sumner, Heintzelman és Porter McClellan elképzelését, vagyis az erősítések behajózását és további harcot látszottak támogatni, részben mert nem voltak hajlandóak feladni a hadjárat célját. A harcokban kevesebb feladatot kapó Keyes és Franklin hajlamosak lettek volna ehelyett evakuációra és átcsoportosulásra. Július 25-én a vezénylő tábornok, Henry W. Halleck vezérőrnagy is Harrison's Landingbe látogatott. Augusztus 3-án végül Halleck azt a parancsot adta McClellennek, hogy hajózza be és egymás után küldje Acquia Creek kikötőjébe a hadtesteit és bocsássa őket John Pope vezérőrnagy rendelkezésére. Lincoln véget vetett a hadjáratnak és nem akart többet McClellannel mint a Potomac Hadsereg parancsnokával együtt dolgozni.

### A második Bull Run-i katasztrófa
Sykes volt az egyetlen hadosztályparancsnok a Potomac hadseregben, akit a Hétnapos hadjárat csatái után nem léptettek elő. Július 22-én az ideiglenes szót elhagyták az V. hadtest nevéből, így a hadügy véglegesítette az eddigre kipróbálttá vált szerkezetet. Sykes hadosztálya 1862. augusztus 14-én kapott parancsot, hogy Williamsburgben hajózzon be augusztus 23-án szállt partra Aquia Creeknél. Augusztus 29-én az V. hadtest és a rangidős, Irvin McDowell vezérőrnagy I. hadteste együtt haladt Bristoe Stationtől a manassas-i vasúti csomópont felé. McDowell hadosztályai és az előttük haladó Rickettsé is kimerültek voltak, így csak 30-án érték el a második bull run-i csata mezejét. A kettőjük egyesített erejének Ricketts tábornok csapataira kellett volna csatlakozni a McDowellnek küldött közös parancs értelmében. Rickettstől azonban egy olyan értelmű tájékoztatás is érkezett, hogy John Buford dandártábornok információi alapján egy tizenhét ezred, egy üteg és 500 lovas erősségű, hadosztálynyira becsült egység halad Gainesville irányából Manassas felé. Buford Ricketts által továbbított jelentése arról is tájékoztatta őket, hogy reggel 9 órakor Longstreet minimum 14 ezer főt tömörítő ereje csak három mérföldre volt tőlük. Augusztus 29-én Pope a centreville-i főhadiszállásról értesítette Heintzelman, Jesse Reno és Franz Sigel hadtesteit, hogy Porter és McDowell hadtestei érkeznek a bal szárnyukra, de csak McDowell mozgott a többiek felé, Porter úgy értelmezte, hogy neki helyben kell maradnia és védekeznie Longstreet ellenében. McDowell elmozgása Portertől önmagában nem magyarázható meg, hacsak nem gondoljuk tévedésnek.
Pope azt hitte, hogy a déliek visszavonulnak és Stonewall Jackson védelmi állásai ellen küldte az V. hadosztályt. Ezzel ellentétben James Longstreet vezérőrnagy katonái tömegtámadásra készültek és Porter hadtestének elfordulása és támadása láttán kb. 25 000 katonáját rohamra indította. Sykes a támadást látva szembefordította velük a hivatásos katonákat. Warren 3. dandárját megsemmisítő csapás érte, az 5. new yorki ezred például 490 katonájából 320 fő veszteséget szenvedett, közte 117 halottat. A két hivatásos dandár lassan, kitartóan, folyamatos küzdelemben hátrált a Henry House-domb felé. Pope utasításának engedelmeskedve Sykes ismét a visszavonuló szövetségi hadsereg fedezetét látta el. John D. Hoptak értékelése szerint Sykes a két bull run-i csatában kétszer mentette meg az uniós hadsereget.

### A Marylandi hadjáratban
Az Antitami csatában Sykes hadosztálya az V. hadtest többi részével együtt egy meglehetősen gyenge konföderációs centrummal nézett szembe. Sykes a csatatérről érkező, alárendeltjétől jövő segítségkérésre reagálva engedélyt kért harcba bocsátkozni. Sykes ekkor éppen lovon ült, mellette McClellan és Porter szintén lovon ültek. McClellen engedélyt akart adni erre, remélve hogy kettévághatja az Észak-virginiai hadsereget, de ekkor Fitz John Porter azt mondta: „Emlékeztetném, tábornok úr, hogy parancsnokságom alatt a köztársaság utolsó hadseregének utolsó tartaléka van rendelve.” Sykes parancsát McClellan arra változtatta, hogy tartsa a pozícióját és ne induljon sehova. Sykes katonái nem akarták elhinni az utasítást, hogy nem segíthetnek bajtársaiknak.
A kongresszus félidős választásánk lezajlása után, 1862. november 7-én Lincoln leváltotta McClellant a Potomac hadsereg parancsnokságáról. November 25-én felmentette védencét, Portert is. Porter hadbíróság elé került a második Bull Run-i csata előtt McDowellnek írt levele kapcsán, melyben Pope vezetési képességei miatt háborgott. A kongresszus radikális republikánusainak nagyon tetszett Pope politikai vonala, így az Egyesített Hadügyi Bizottság vizsgálatot índított Porter ellen. George W. Morrell vezérőrnagy, az V. hadtest 1. hadosztályának parancsnoka bátor kiállással Portert támogató tanúvallomást tett, így őt is felmentették és nem kapott több beosztást a harcoló csapatokhoz. Daniel Butterfield vezérőrnagy váltotta fel Portert és Charles Griffin Morellt. Az V. hadtestet gyakorlatilag lefejezték és innentől a benne szolgáló tábornokokat vonakodtak előléptetni. Sykes Stone letartóztatása miatt a kivétel volt és 1862. november 29-én elnyerte a felterjesztést az önkéntes hadsereg vezérőrnagyának. 
Az V. hadtest 1862. december 13-án részt vett a Fredericksburgi csatában, méghozzá a legnagyobb veszteségeket követelő támadásban a Marye's Heights ellen, de csak a Griffin 1. hadosztályával és az Andrew A. Humphreys vezérőrnagy irányította 3. hadosztállyal. Sykes hadosztálya már sötétedés után mozgott elő a partvidékről és így támadásukra szerencséjükre nem került sor. Mindkét hadsereg a csatamezőn éjszakázott, és másnap nem került sor hasonlóan nagy összecsapásra. A hivatásos hadosztály azonban a cserzőműhely körüli harcokban aktívan részt vett. A csatát követően érdemei elismeréseképpen George G. Meade vezérőrnagyot kinevezték az V. hadtest élére, a leváltott Butterfield pedig Hooker törzsfőnökévé avanzsált. 
1863. május 1-jén a Chancellorsville-i csatában az V. hadtest vezette a támadást a környék sűrű erdejében. Meade két hadosztálya a folyó mentén a River Roadon tört előre, míg Sykes eggyel délebbre futó párhuzamos úton haladt a Zoan templom felé. Nem sokkal reggel 11 óra után a reguláris katonák beleütköztek Lafayette McLaws vezérőrnagy hadosztályának erőibe és a találkozóharc ide-oda hullámzott. Sykes visszavonulásra kapott parancsnot, így hadosztályát Hancock erői mögé vezette vissza az Orange Turnpike környékén. Sykes hadosztályát Robert E. Rodes dandártábornok hadosztálya támadta meg a jobbszárnyon és visszaverte az átkelő felé. A Potomac hadsereg parancsnoka, Joseph Hooker vezérőrnagy idegesen visszarendelte őket az előrenyomulásból egy jobban védhető állásba és a csata végéig nem is láttak több harcot Sykes emberei. A csatavesztéssel a Chancellorsville hadjárat is eldőlt, a szövetségi haderő május 6-án visszavonult a Rappahannock-folyó északi partjára védelembe.
George G. Meade vezérőrnagy 1863. június 28-án irányítást nyert a Potomac hadsereg felett és feljebbvalója távoztával Sykes hadtestparancsnokká emlekedett az V. hadtestben.

### A Gettysburg hadjáratban

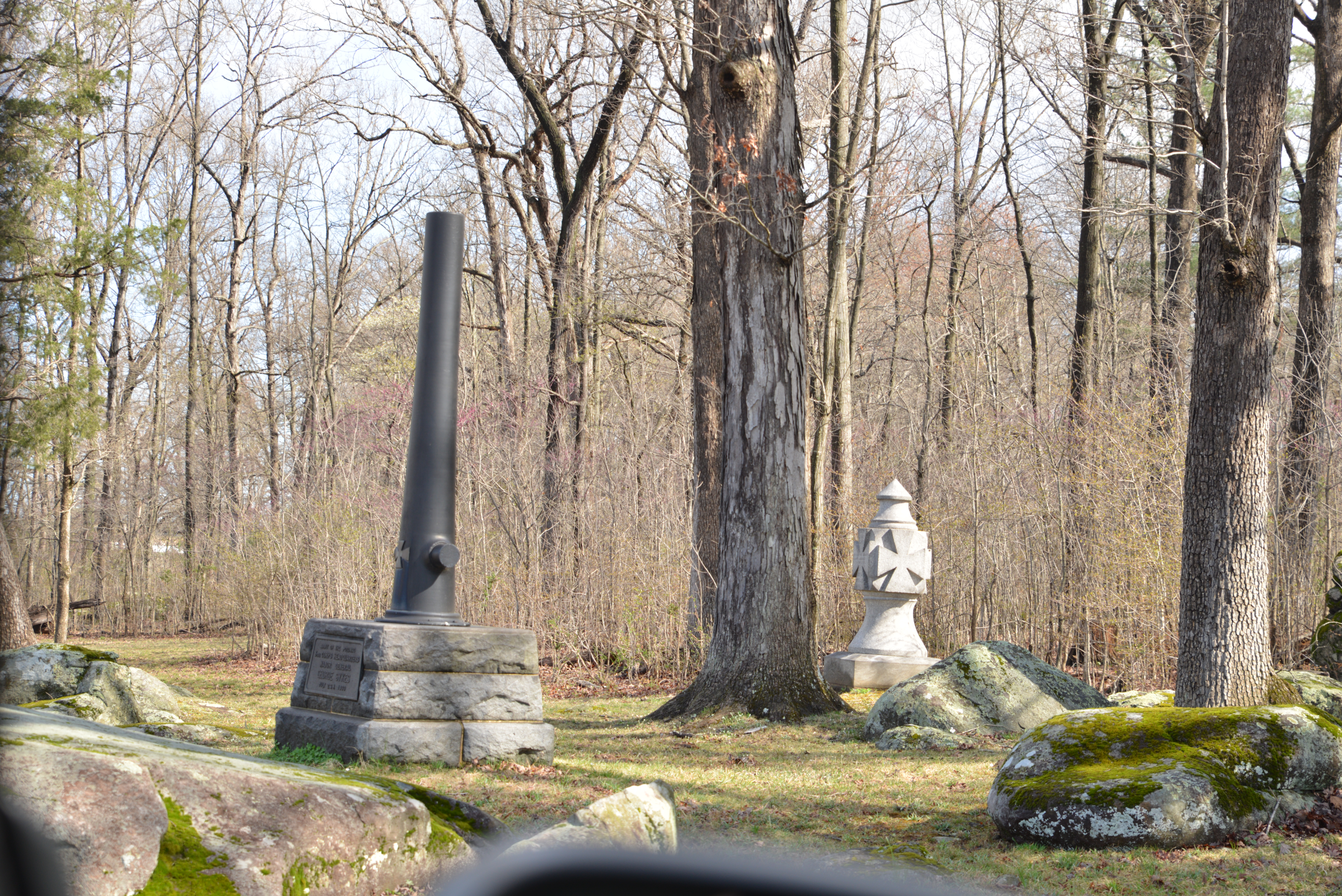
Az V. hadtest főhadiszállásának és George Sykes vezérőrnagy markere a Gettyburgi csatatéren.

A Gettysburgi csatában Sykes hadteste július másodikán hajnalban érte el a csatateret. A XII. hadosztály nyitva tartotta számukra a York utat, majd kerülőutakon a XII. hadtest háta mögé értek és lepihentek. Éjjel mindössze egy pár órára álltak meg aludni. Meade első terve szerint az V. hadtestet a hadsereg jobbszárnyán vetették volna be, de Henry W. Slocum vezérőrnagy és Henry J. Hunt tüzérségi főnök megvizsgálták a jobbszárny terepviszonyait és nem találták kedvezőnek egy támadásra. Délután három óra után a hadtestparancsnoki gyűlésen kiderült, hogy a III. hadtest nem a Temető-gerinc mentén foglalt védelmi állást, hanem előrébb, az Emmetsburg út mentén és a konföderációs jobbszárny támadás alá vette. Az V. hadtestet, mint hadseregtartalékot Meade teljes mértékben a III. segítségére küldte. Sykes első hadosztálya James Barnes dandártábornok irányítása alatt Strong Vincent ezredes dandárját a Little Round Top nevet nyerő magaslat védelmére küldte. A dandár hősies küzdelemben visszaverte a magaslat ellen támadó John Bell Hood hadosztály law dandárját. Harmadik hadosztálya, a Pennsylvaniai tartalékhadosztályt Samuel W. Crawford dandártábornok irányította. Crawford emberei támadtak a Temető-gerincről, miután a Barackos és a Szilva-patak környéki harcokban többek közt Barnes hadosztályának másik két dandárját is kiszorították a támadó konföderácisó katonák. Crawford az uniós balszárny más egységeivel összhangban végrehajtott ellentámadása volt a július 2-i harcrok záróakkordja a Halál Völgyében dúl véres harcoknak.
1863. október 16-án Sykes megkapta a hivatásos hadsereg alezredesi rangfokozatát.

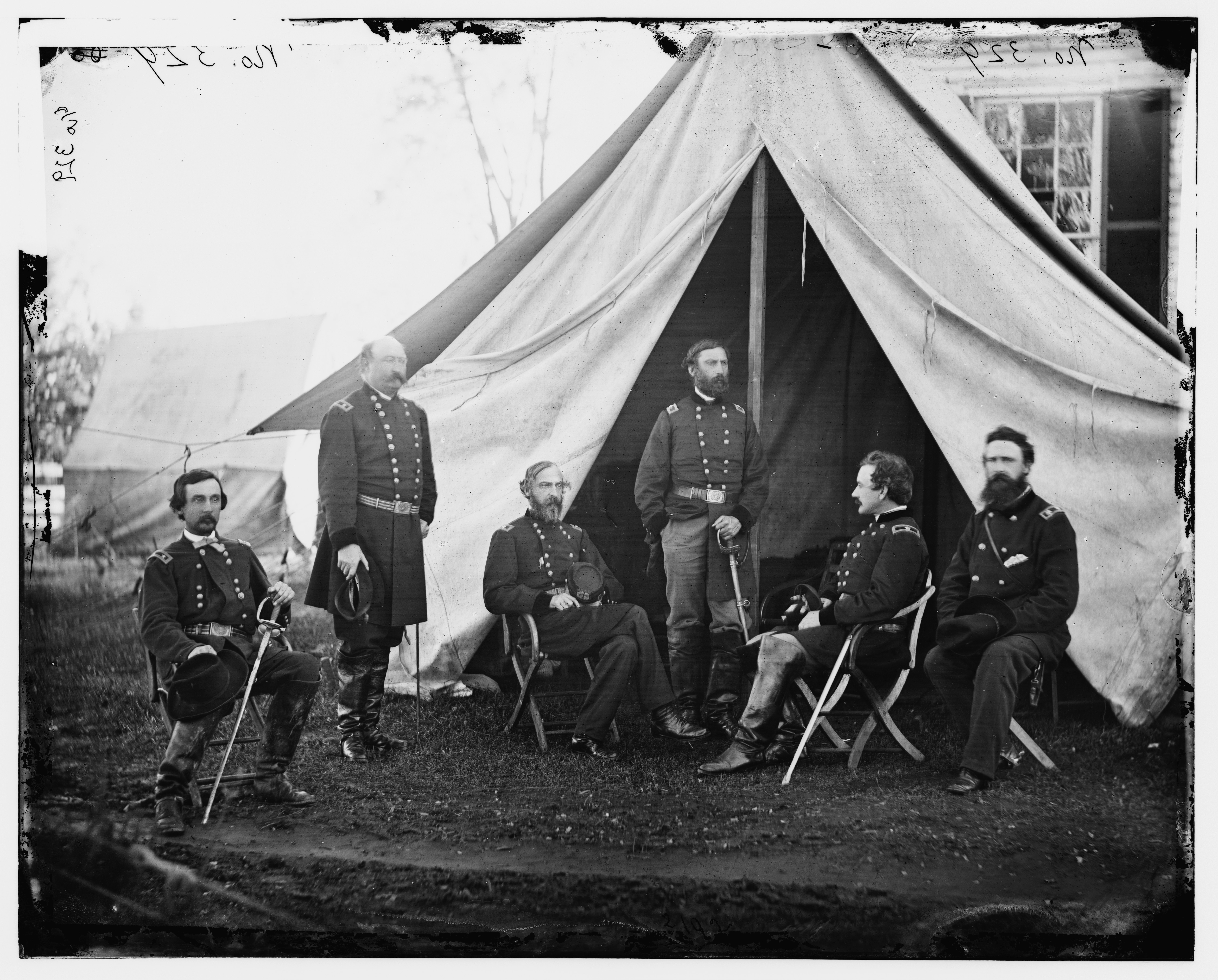
A Potomac hadsereg vezető tábornokai: Gouverneur K. Warren, William H. French, George G. Meade, Henry J. Hunt, Andrew A. Humphreys és George Sykes 1863 szeptemberében.

Sykes és hadteste részt vett a Mine Run hadjáratban és a Bristoe Station hadjáratban 1863 őszén. 1864 márciusában az V. hadtest egészségügyi igazgatójának javaslatára súlyos isiászos problémákra hivatkozva Sykesot felmentették az V. hadtest parancsnoksága alól és eseménytelen adminisztratív feladatra küldték a Department of Kansas (Kansasi Hivatal) igazgatására.

## A polgárháború utáni karrierje

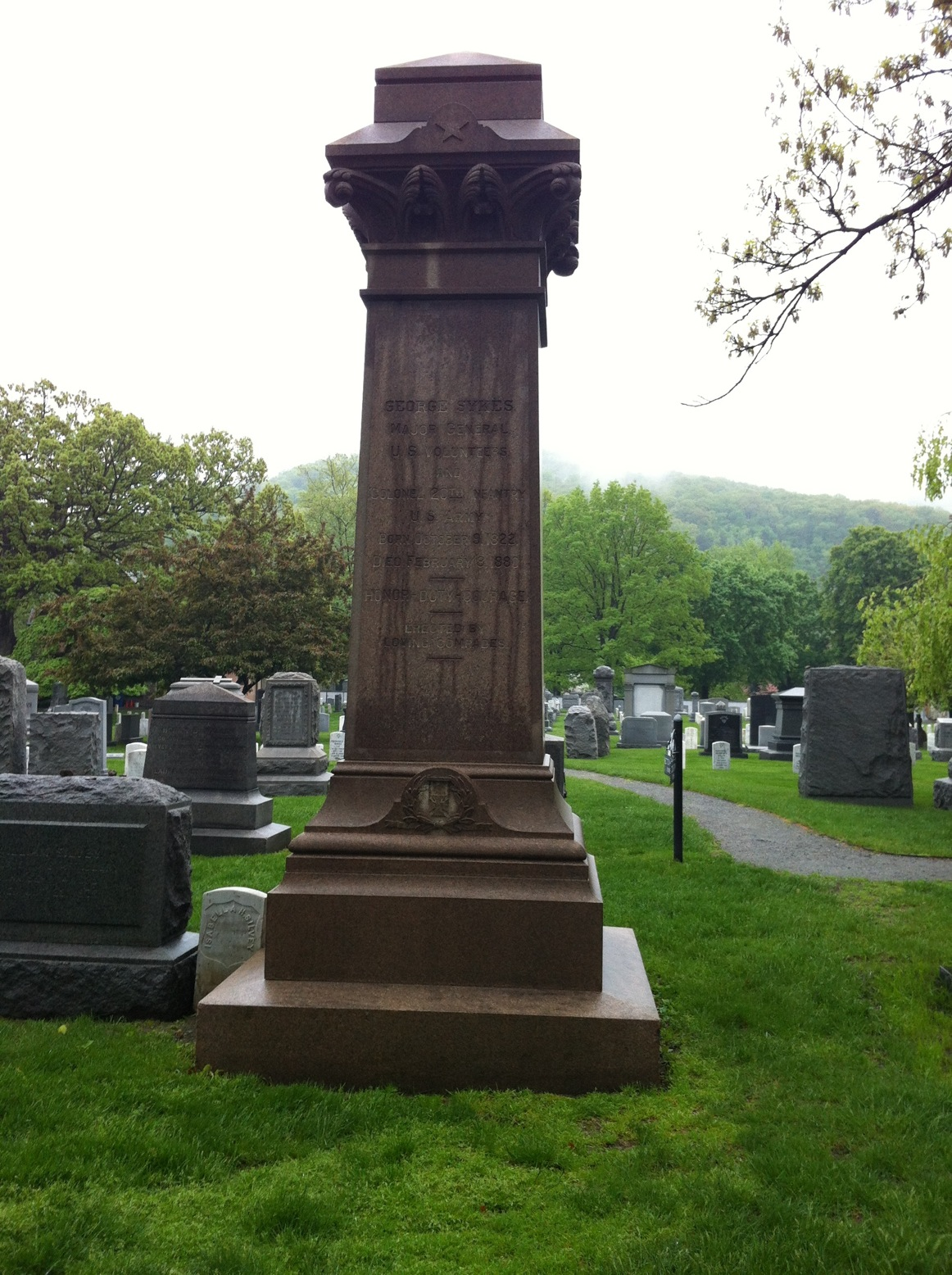
George Sykes síremléke a West Point temetőjében.

A háború után Sykest leszerelték az önkéntes hadseregben végzett szolgálatból és 1866-ban visszasorolták a hivatásos hadsereg kötelékébe. Alezredesi rangban szolgált az 5. US gyalogezredben. Számos helyőrségben szolgált Minnesota államtól Texasig. Mikor hírét vette, hogy a hadügyminisztérium arra készül, hogy címzetes ezredessé léptesse elő, elérkezett azon ritka alkalmak egyike, mikor levélíráshoz papírt ragadott. Érdemes szolgálati múltjának részletes ismertetése után azt írta:„Amennyiben ez és hasonló szolgálatok után nem érdemesítenek ugyanarra az elbánásra, mint hasonló rangú társaimat, akiket olyanok léptetnek elő, akik parancsnokságom alatt szolgáltak, meg olyanok, akik egyáltalán nem jártak a harctér közelében sem, akkor ebben az esetben nem kérek előléptetést és visszautasítom a tiszteletbeli rangot.”
Negyven évvel azután, hogy kadét lett a West Pointon, 1878-ban előléptették a hivatásos hadsereg tényleges ezredesi rangjára, a 20. gyalogezred parancsnokának beosztásában. Nem sokkal később elvált feleségétől, Emily Virginia Macrae-től.
1880. február 8-án, 57 éves korában Fort Brown erődjének állomáshelyén elhalálozott. A halál oka az arcát megtámadó rákos megbetegedés volt. Timothy Reese, a hadosztályának katonai történetét feldolgozó történész azt írta, hogy a az erőteljes texasi napsütésnek való állandó kitettsége miatt kaphatott bőrrákot. Fort Brownban temették el.

## Emlékezete
Rhode Island állam szenátora, Ambrose Burnside beterjesztett egy tervezetet, mellyel Sykes holttestét hazahozzák Texasból és a West Point akadémián temessék el. Ehhez kapcsolódóan egy másik kezdeményezés 1000 dollár összeadakozását célozta meg egy méltó síremlék létrehozásának céljával. A pénzösszeget a polgárháborús tábornoki kar legnevesebbjei adták össze, mint William Tecumseh Sherman, Fitz John Porter, Abner Doubleday, Henry Slocum, Marsena Patrick, John P. Hatch, Romeyn Ayres, Montgomery G. Meigs, John Gibbon, Robert Patterson, Henry J. Hunt, Ifj. George Meade, Alexander S. Webb, Jacob Sweitzer, Alfred Terry, Innis N. Palmer és még sokan mások. Az emlékmű táblájára három szót véstek: Becsület, Kötelesség, Bátorság.
Három gyermeke volt: George Norris Sykes, Macrae és egy lánya. Ez a három gyermek lett megnevezve végakaratában, mint örököse. Unokája, Macrae Sykes, pénzügyi hitelező volt és a tőzsde felügyelőbizottságának elnöke.

## Fordítás
- Ez a szócikk részben vagy egészben  a   George Sykes című angol Wikipédia-szócikk ezen változatának fordításán alapul.  Az eredeti cikk szerkesztőit annak laptörténete sorolja fel. Ez a jelzés csupán a megfogalmazás eredetét és a szerzői jogokat jelzi, nem szolgál a cikkben szereplő információk forrásmegjelöléseként.